# Porothamnium subexplanatum
Porothamnium subexplanatum là một loài rêu trong họ Neckeraceae. Loài này được Broth. & Herzog mô tả khoa học đầu tiên năm 1916.